# Cacia aequifasciata
Cacia aequifasciata är en skalbaggsart som beskrevs av Heller 1924. Cacia aequifasciata ingår i släktet Cacia och familjen långhorningar.
Artens utbredningsområde är Filippinerna. Inga underarter finns listade.